# Akcent
Akcent é um grupo romeno de música dance pop fundado em 1999. O álbum Fără Lacrimi, lançado em 2009, possui as músicas "Stay With Me" e "That's My Name" que estouraram em diversas paradas mundiais e ajudaram na projeção internacional da banda.
O clímax da carreira do grupo foi o lançamento internacional de seu single "Kylie", a versão em Inglês do seu hit interno "Dragoste de inchiriat". A canção alcançou a posição de pico em muitos paradas européias e se saiu muito bem em países como a Holanda ea França . Eles ainda participaram do Selecţia Naţională , com a esperança de representar a Roménia no Festival Eurovisão da Canção . Eles uniram com a cantora pop Nicoleta Matei e entrou na canção "Jockero", que não conseguiu vencer. No entanto, tornou-se mais um single número um no Romanian Top 100 para a banda. Durante toda a década de 2000 e início dos 2010s atrasados, o seu sucesso foi continuado.
No segundo semestre de 2013, depois de algumas divulgações, [ esclarecimentos necessários ] Mihai Gruia e Sorin Brotnei deixou a banda.

## Membros
- Adrian Sînă

### Ex membros
- Marius Nedelcu
- Ramona Barta
- Corneliu Ulici
- Sorin Ştefan Brotnei
- Mihai Gruia

## Discografia

### În culori (2002)
1. Ti-am promis
2. Cel mai dulce cadou
3. Prima iubire
4. Da-mi un tel
5. Departe de tine
6. In culori
7. Spune-mi
8. Intr-o noapte tarziu
9. Macar
10. Nici o zi fara tine

### 100 bpm (2003)
1. Intro
2. Buchet de trandafiri
3. O raza de iubire
4. Azi plang numai eu
5. Interludiu
6. O ploaie de lacrimi
7. Suflet pereche
8. Interludiu
9. Durere fara sfarsit
10. Mi-esti draga
11. 0721 AKCENT akicente
12. Nu refuza dragostea
13. Cand vine seara
14. Interludiu
15. O raza de iubire (Unu' club remix)
16. Buchet de trandafiri (Unu' downtempo remix)

### Poveste de viata (2004)
1. Poveste de viata
2. Spune-mi (hey baby!)
3. S-ajung o stea
4. Iar si iar
5. Te vad, te simt, te doresc
6. Vreau sa stii

### S.O.S. (2005)
1. Dragoste de inchiriat
2. Ultima vara 2005
3. Da-mi dragostea
4. Singura cale
5. S.O.S
6. Enigma
7. M-am indragostit lulea feat Laura
8. I'm buying your whisky
9. Dragoste de inchiriat (extended version)
10. Azi plang numai eu (Gigi D'Agostino remix)
11. Buchet de trandafiri (DJ Pandolfi Italian version)
12. Buchet de trandafiri (Gigi D'Agostino dondolando mix)

### Primul capitol (2006)
1. Jokero (spanglish version)
2. Dragoste de inchiriat
3. 9 mai
4. Ti-am promis
5. Prima iubire
6. In culori
7. Cel mai dulce cadou
8. Buchet de trandafiri
9. Suflet pereche
10. Poveste de viata
11. Spune-mi (hey baby!)
12. French kiss
13. Kylie
14. Kylie (Crush rock remix)
15. Kylie (Black Sea mix)
16. Kylie (DJ Wins mix)
17. Kylie (Crush thunderdoom remix)

### King of disco (2007)
1. King of disco
2. Let's talk about it
3. Religious girl
4. Baby
5. Feel me
6. La passion
7. Phonesex
8. Four seasons in one day
9. I swear
10. Red bikini
11. Last summer

### Fara Lacrimi (2009)
1. Stay With Me
2. That's My Name
3. Delight
4. Lacrimi feat. Alexa
5. Umbrela ta
6. True Believer
7. Run away
8. Vreau sa fiu cu tine pana in zori
9. Lovers Cry
10. Next to Me
11. O noapte si o zi
12. I Turn Around The World
13. Stay With Me (Edward Maya Club Remix)
14. Stay With Me (Edward Maya Vibe Remix)

### True Believers (2009)
1. Stay With Me
2. That's My Name
3. Happy People
4. Lovers Cry
5. Tears	Featuring - Roller Sis
6. I Turn Around The World
7. Runaway
8. Umbrela Ta
9. Next To Me
10. True Believer
11. Delight
12. O Noapte Si O Zi
13. Lacrimi Featuring - Roller Sis